# Casa Padellàs
La casa Padellàs (a vegades mal anomenada Clariana-Padellàs) és un palau del segle xvi construït originalment al carrer dels Mercaders, 25, cantonada amb el de Tarascó, de Barcelona. El 1931 va ser desmuntat i posteriorment reconstruït a la plaça del Rei, on des del 1943 és la seu del Museu d'Història de Barcelona. Està catalogat com a bé cultural d'interès nacional.

## Història
Segons es dedueix dels fogatges de 1497 i 1515, la casa es devia edificar entre les acaballes del segle xv i les primeres dècades del xvi. A través de l'anàlisi de la documentació notarial i dels escuts que decoren portes i finestres, Frederic Udina va concloure que fou construïda per Joan d'Hostalric-Sabastida i Llull, conseller reial i governador dels comtats de Rosselló i Cerdanya, nomenat cavaller de l'Orde l'Esperó d'Or el 1513. La seva filla Guiomar d'Hostalric i de Montbui-Tagamanent es va casar amb el mestre racional Francesc de Gralla i Desplà, i l'hereva del matrimoni fou Jerònima de Gralla i d'Hostalric, casada amb Lluís de Requesens i de Zúñiga.

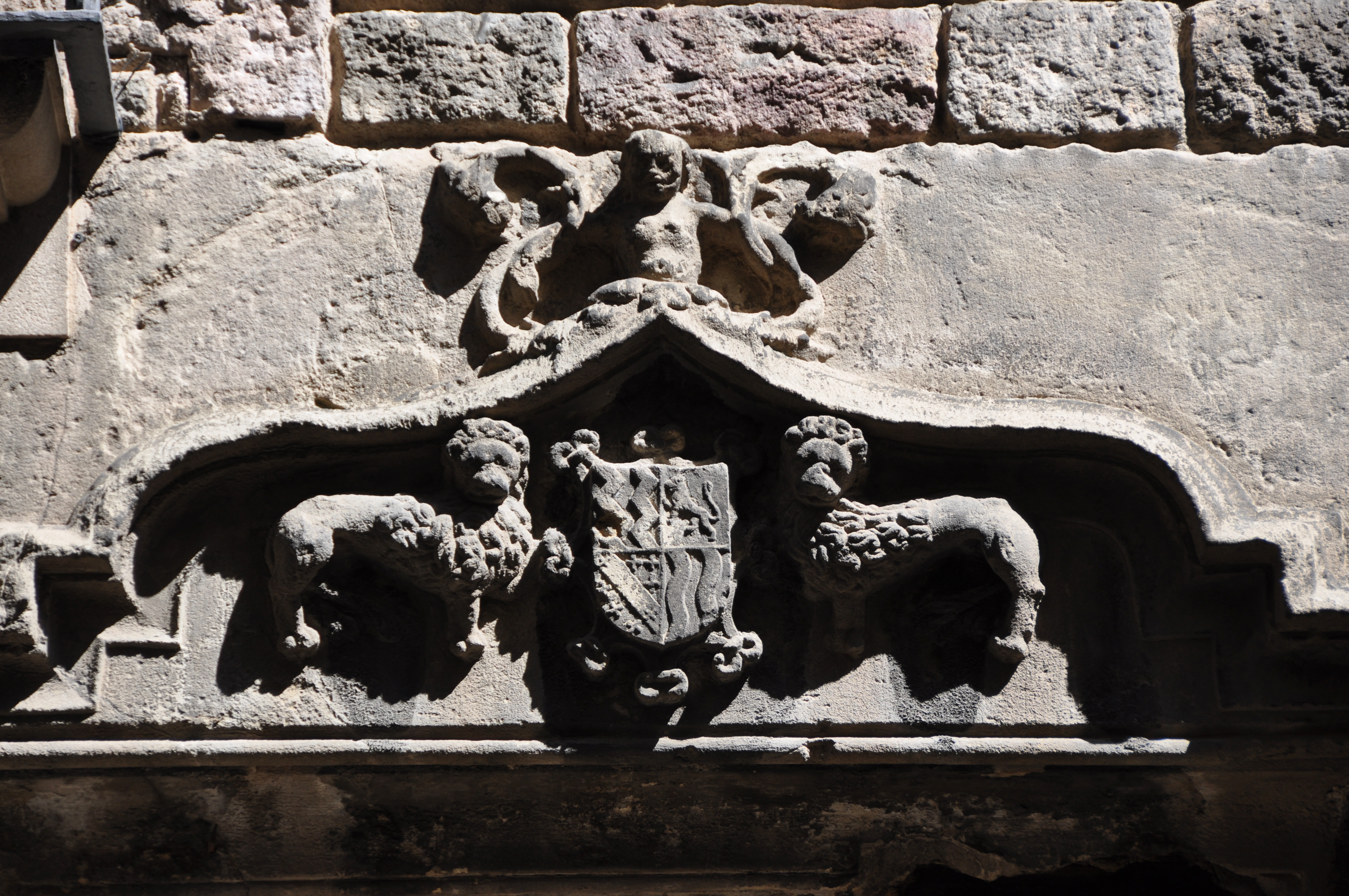
Detall d'una finestra amb l'escut d'Hostalric-Sabastida-Montbui

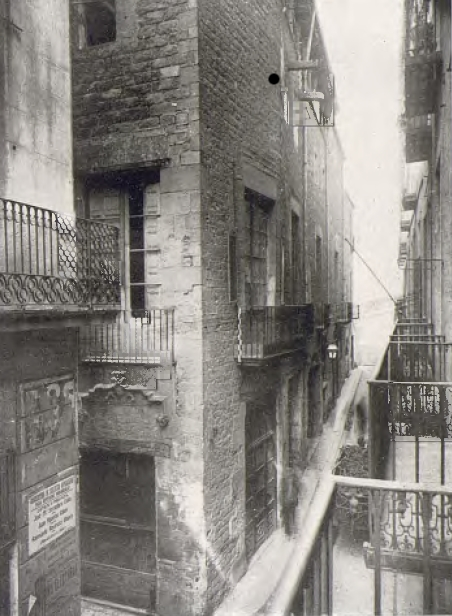
La casa Padellàs a la seva ubicació original al carrer dels Mercaders

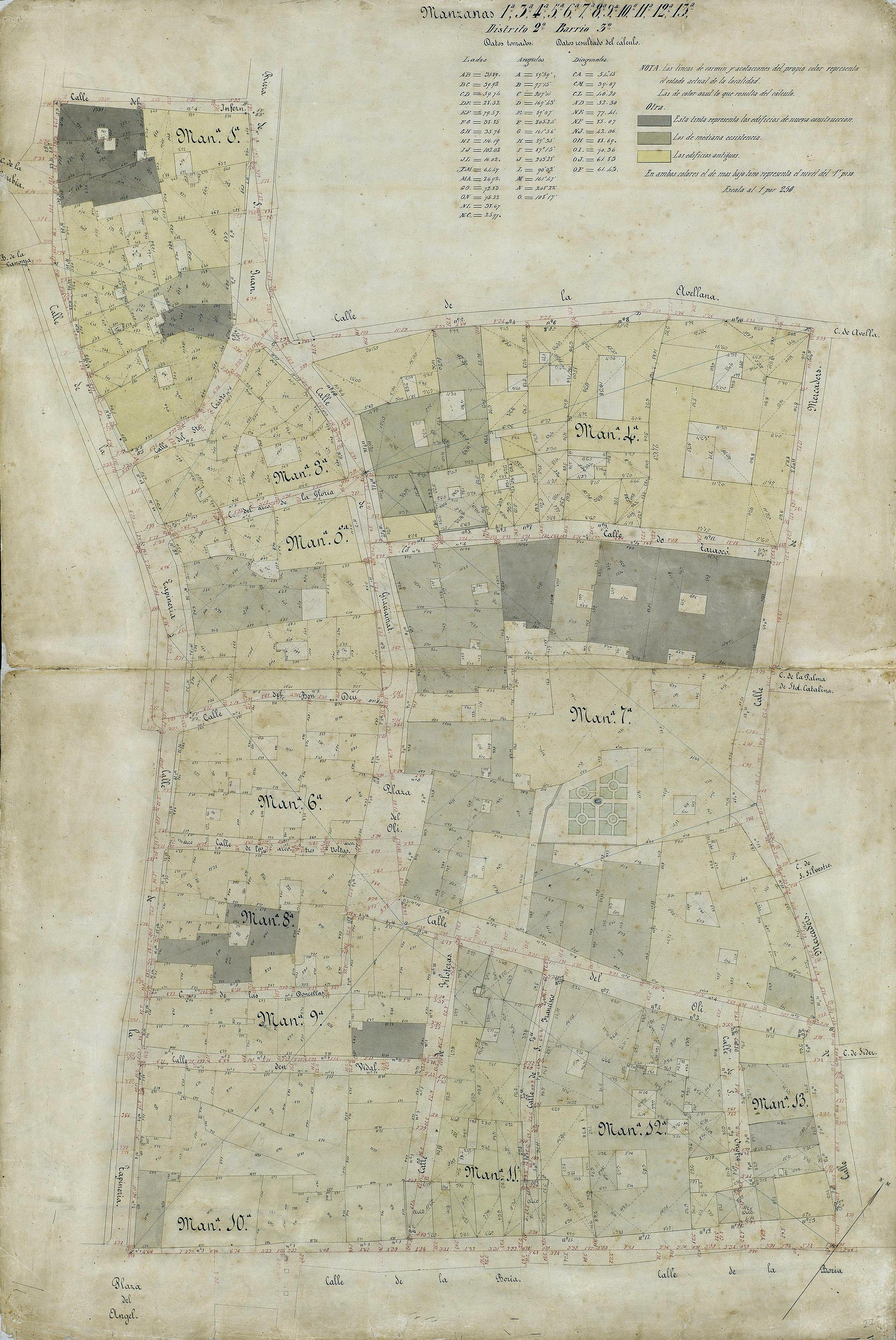
Quarteró núm. 27 de Miquel Garriga i Roca

El 1584, la seva filla Mencia de Requesens-Zúñiga i de Gralla (1557-1618) va vendre la casa al mercader de Vic Montserrat Casamitjana per 3.120 lliures. Fou succeït pel seu fill Rafael de Casamitjana i Rovirola, i aquest pel seu fill Rafel de Casamitjana i d'Erill, que fou conseller en cap de Barcelona (1651-1653). La seva germana Elisabet es va casar amb Pere de Padellàs (†1653), oriünd de Balaguer, i l'hereu del matrimoni fou Francesc de Padellàs i de Casamitjana.
El seu fill Francesc de Padellàs i de Pastors va ser capità de regiment de la Coronela però al final de la Guerra de Successió es va posar al servei de Felip V. El seu fill Bernardí de Padellàs i Puig va ser nomenat baró de Les Camposines per Carles III d'Espanya el 1759 i fou membre de l'Acadèmia de Bones Lletres. Va morir el 1767, deixant com a hereu universal el seu nebot Josep Antoni de Padellàs i Fernández de Caballero, fill del primer matrimoni del seu germà Antoni amb Teresa Fernández de Caballero. Tanmateix, aquest va morir poc després, i la seva successora Teresa, vídua del militar Domingo Fernández de Caballero, va renunciar en favor d'Ignasi de Padellàs i Togores, fill del segon matrimoni d'Antoni amb Ignàsia de Togores i Bermúdez de Castro, que fou nomenada administradora de l'herència de Bernardí de Padellàs. El 1777 i el 1786, Ignasi de Padellàs va demanar permís per a obrir-hi finestres, novament el 1789 per a convertir una finestra en un balcó amb ampit, i el 1793 per a eixamplar i aixecar una altra finestra.
La seva filla Ramona de Padellàs i de Portell es va casar amb el seu oncle Joan Nepomuceno de Togores i Llàcer, cavaller de l'Orde de Sant Joan de Jerusalem, i l'hereva fou Josepa Ramona de Togores i de Padellàs, que morí el 1881 i llegà el patrimoni Padellàs al seu marit Joan Antoni López i Pastor, a condició que fes servir el cognom Padellàs.
Amenaçada per la construcció de grans edificis d'oficines a la Via Laietana, el 1927 la casa va ser adquirida a la societat anònima Immobiliària Catalana per l'Ajuntament de Barcelona, i el 1931 va ser desmuntada pedra a pedra per a ser reconstruïda a la plaça del Rei cantonada amb el carrer del Veguer, on va substituir unes cases que es van considerar de menor interès arquitectònic. D'aquesta manera, serviria per a completar de forma més sumptuosa el conjunt monumental de la plaça. Les obres de reconstrucció i fonamentació en la nova ubicació, dirigides pels arquitectes municipal Joaquim Vilaseca i Adolf Florensa, van comportar la troballa de les restes de la ciutat romana, de manera que es va decidir reedificar-la sobre pilars exempts per tal de conservar-les. Les excavacions es van perllongar fins a l'any 1935, i es van aturar durant la Guerra Civil (1936-1939).
El 30 d'abril del 1940, el nou Ajuntament franquista va acordar convertir la casa en la seu del Museu d'Història de Barcelona. Aquest fou inaugurat el 14 d'abril del 1943, coincidint amb la celebració de les Festes Colombines al Saló del Tinell per a commemorar els 450 anys de l'arribada de Colom a Barcelona. A finals dels anys 1980, les sales de les plantes primera i segona van acollir les seccions dedicades a la història medieval i moderna. Posteriorment van romandre tancades al públic i es van reobrir, ja remodelades, el 1996, amb motiu de l'exposició temporal Barcelona en temps dels Àustries. Després d'una nova reforma, que ha cobert el pati amb una claraboia, el museu va tornar va obrir el març del 2023.

## Descripció
S'estructura entorn d'un pati amb escala descoberta, amb portes a l'estudi al primer replà i, al capdamunt, un vestíbul, cobert amb fusta i obert al pati amb quatre arcs apuntats, des del qual s'accedeix a les diverses estances privades. Malgrat els trets estructurals goticitzants, que s'observen a portes i finestres -molt abundants a nivell d'entresol tant a les façanes com al pati- hi ha també evidents símptomes de penetració puntual renaixentista en forma de medallons, cartel·les, escuts i fullatges, que no impliquen l'assimilació de noves pautes espacials. Els balcons del principal, del segle xviii, segurament van substituir les finestres coronelles originals.

## Galeria d'imatges

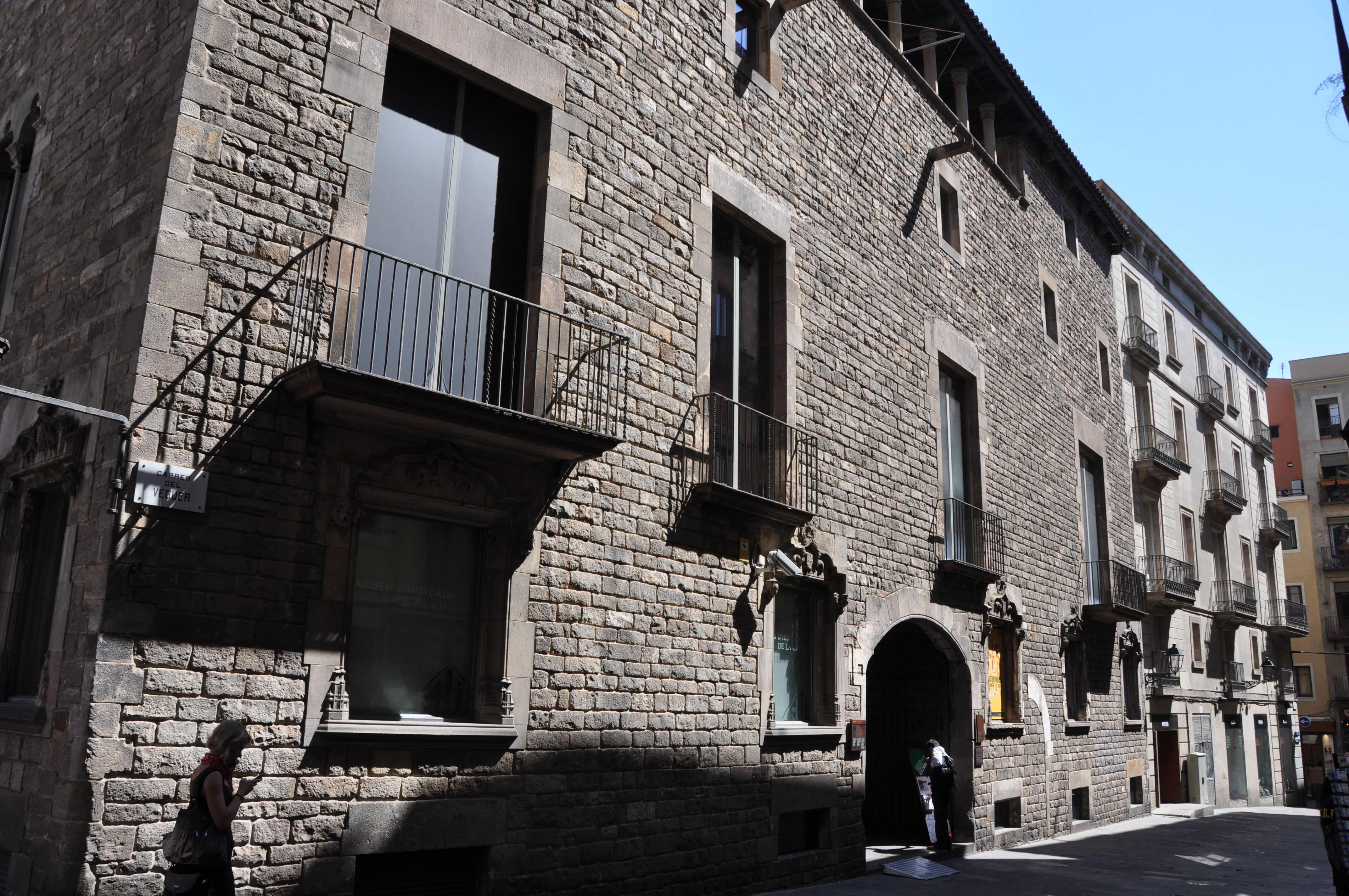
Vista des del carrer del Veguer
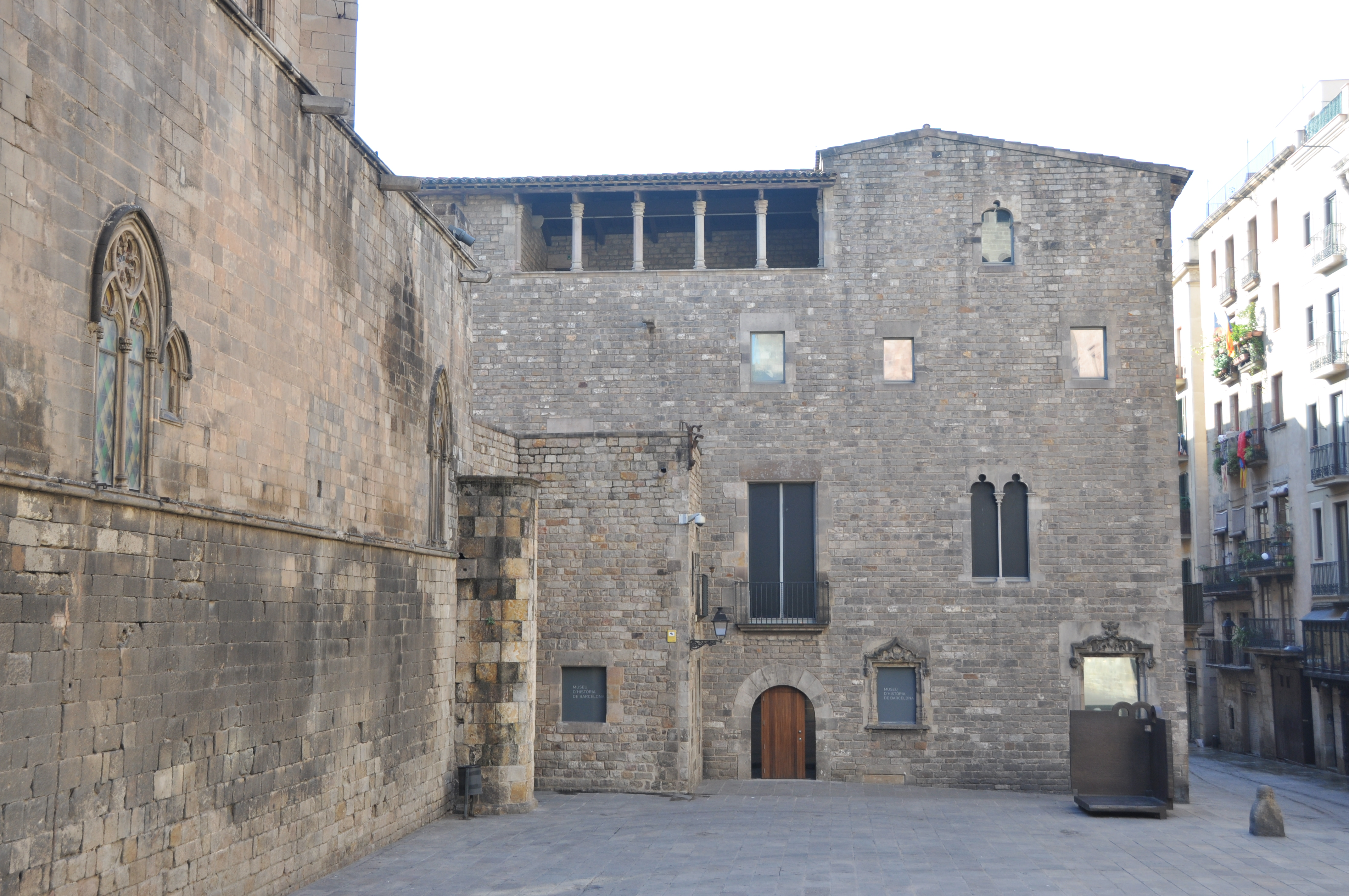
Vista des de la plaça del Rei
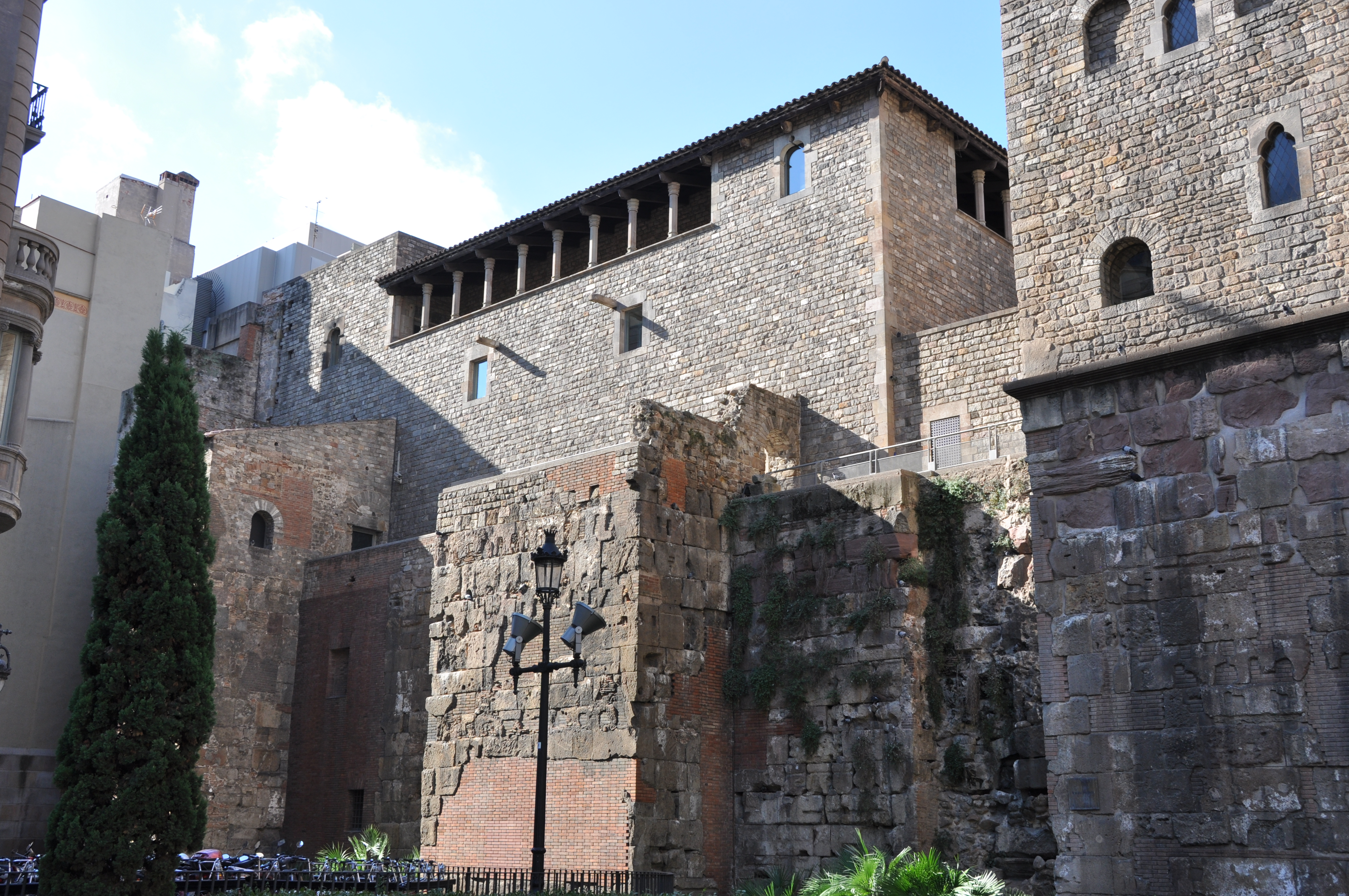
Vista des del carrer de la Tapineria
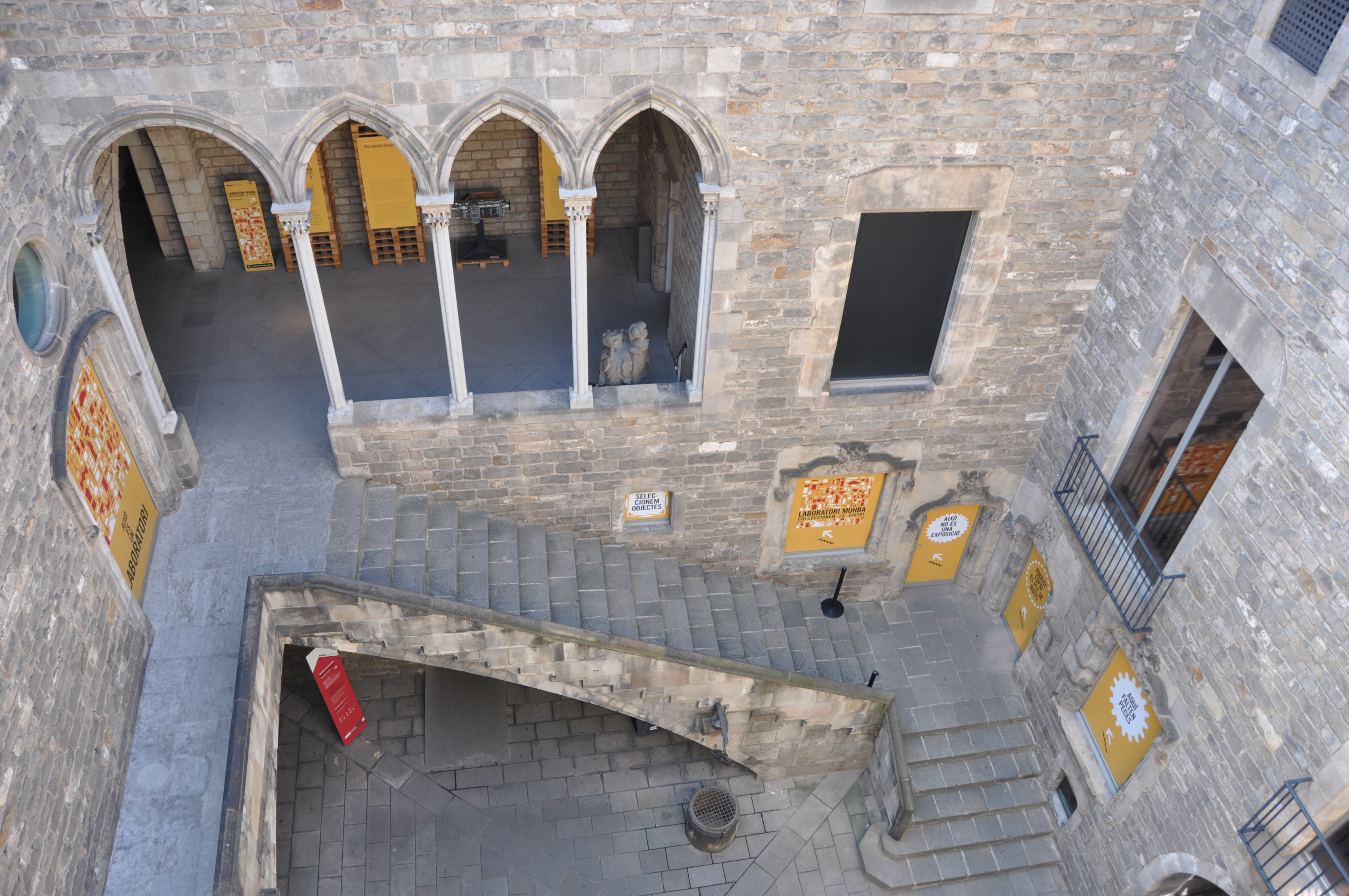
Celobert
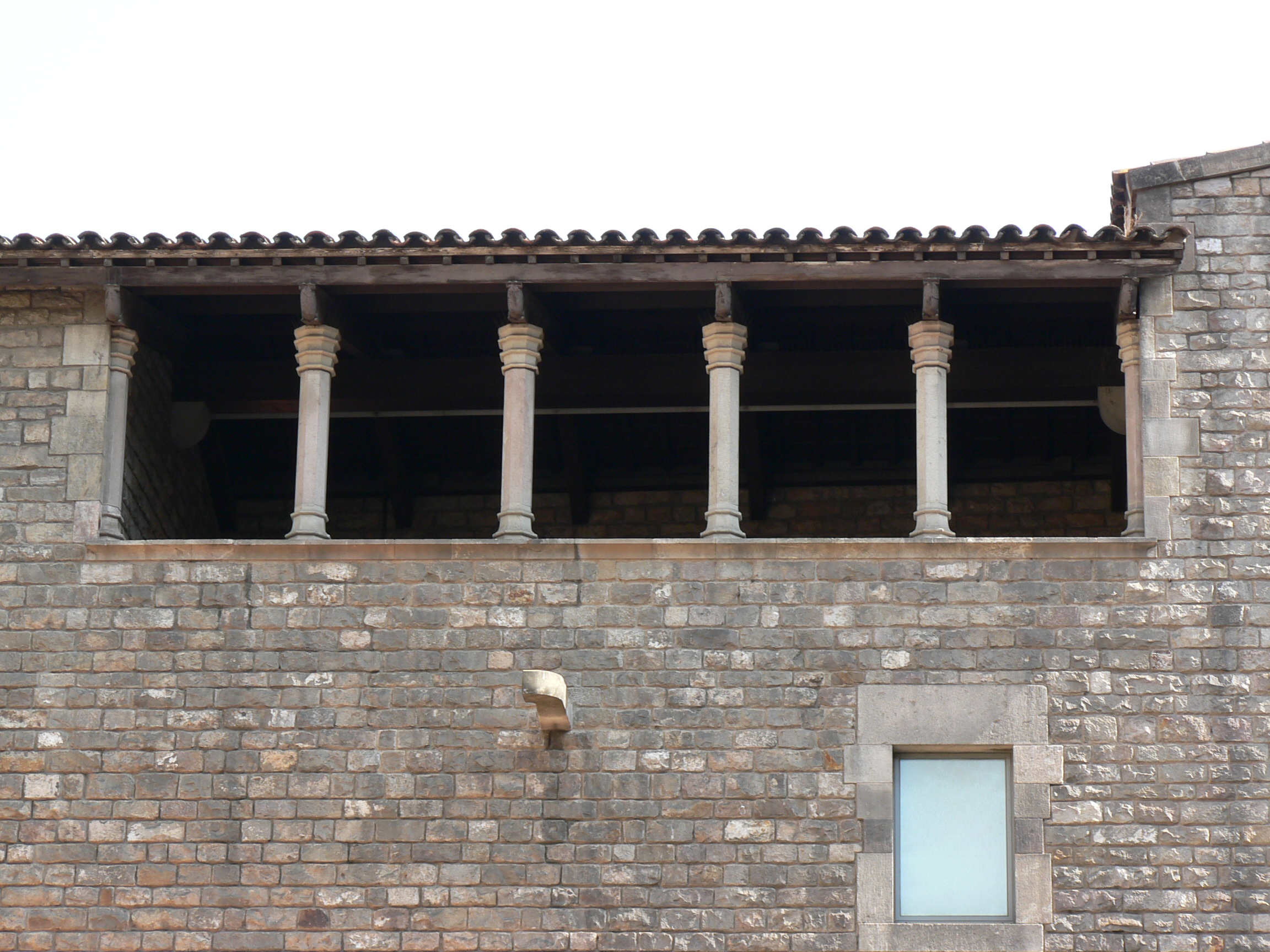
Galeria superior